# Cachaine
La Cachaine est un ruisseau du Pas-de-Calais et un affluent du fleuve côtier la Liane.

## Géographie
De 3,2 km de longueur, la Cachaine prend sa source entre le hameau d'Écault (commune de Saint-Étienne-au-Mont) et Condette, quasiment au même endroit que la Warrenne, continue sa course sur un peu moins d'1 km sur la limite communal entre Saint-Étienne-au-Mont et Condette, puis traverse Saint-Étienne-au-Mont avant de se jeter dans la Liane à Pont-de-Briques.